# Roche-lez-Beaupré
Roche-lez-Beaupré ist eine französische Gemeinde mit 2185 Einwohnern (Stand: 1. Januar 2022) im Département Doubs in der Region Bourgogne-Franche-Comté. Sie gehört zum Arrondissement Besançon und ist Mitglied im Gemeindeverband Grand Besançon Métropole. Die Bewohner werden Rochois und Rochoises genannt.

## Geographie
Roche-lez-Beaupré liegt auf 259 m, etwa acht Kilometer nordöstlich der Stadt Besançon (Luftlinie). Das Dorf erstreckt sich im Doubstal auf der rechten, nördlichen Seite des Flusses, am nordwestlichen Rand des Juras, am Nordfuß der Côte.
Die Fläche des 5,63 km² großen Gemeindegebiets umfasst einen Abschnitt des Doubstals. Die südliche Grenze verläuft entlang dem Doubs, der hier mit mehreren Windungen durch eine rund ein Kilometer breite, flache Talniederung nach Westen fließt und vom Rhein-Rhône-Kanal begleitet wird. Vom Flusslauf erstreckt sich das Gemeindeareal nordwärts über die breite Talaue und eine 50 bis 80 m hohe Geländestufe bis auf das angrenzende Plateau. Dieses liegt durchschnittlich auf 320 m, ist durch zwei kurze Erosionstäler untergliedert und wird von einem ausgedehnten Wald (Bois de Roche) bedeckt. Mit 339 m wird hier die höchste Erhebung von Roche-lez-Beaupré erreicht. Ganz im Norden reicht der Gemeindeboden an den Fuß des Höhenzuges von Sassy.
Nachbargemeinden von Roche-lez-Beaupré sind Amagney im Norden, Novillars im Osten, Vaire und Chalèze im Süden sowie Thise im Westen.

## Geschichte
Münzfunde weisen darauf hin, dass das Gemeindegebiet wahrscheinlich bereits von den Sequanern besiedelt war. Erstmals urkundlich erwähnt wird Roche im Jahr 1249. Im Mittelalter gehörte das Dorf dem Erzbischof von Besançon und unterstand der Herrschaft von Beaupré, weswegen der Ort schon damals Roche-Lez-Beaupré genannt wurde (lez hat die Bedeutung von nahe bei). Zusammen mit der Franche-Comté gelangte das Dorf mit dem Frieden von Nimwegen 1678 definitiv an Frankreich. Von 1790 bis 1801 hatte Roche vorübergehend den Rang eines Kantonshauptortes, den es nachher an Marchaux verlor. Per Dekret wurde die Gemeinde 1934 offiziell in Roche-lez-Beaupré umbenannt.

## Sehenswürdigkeiten

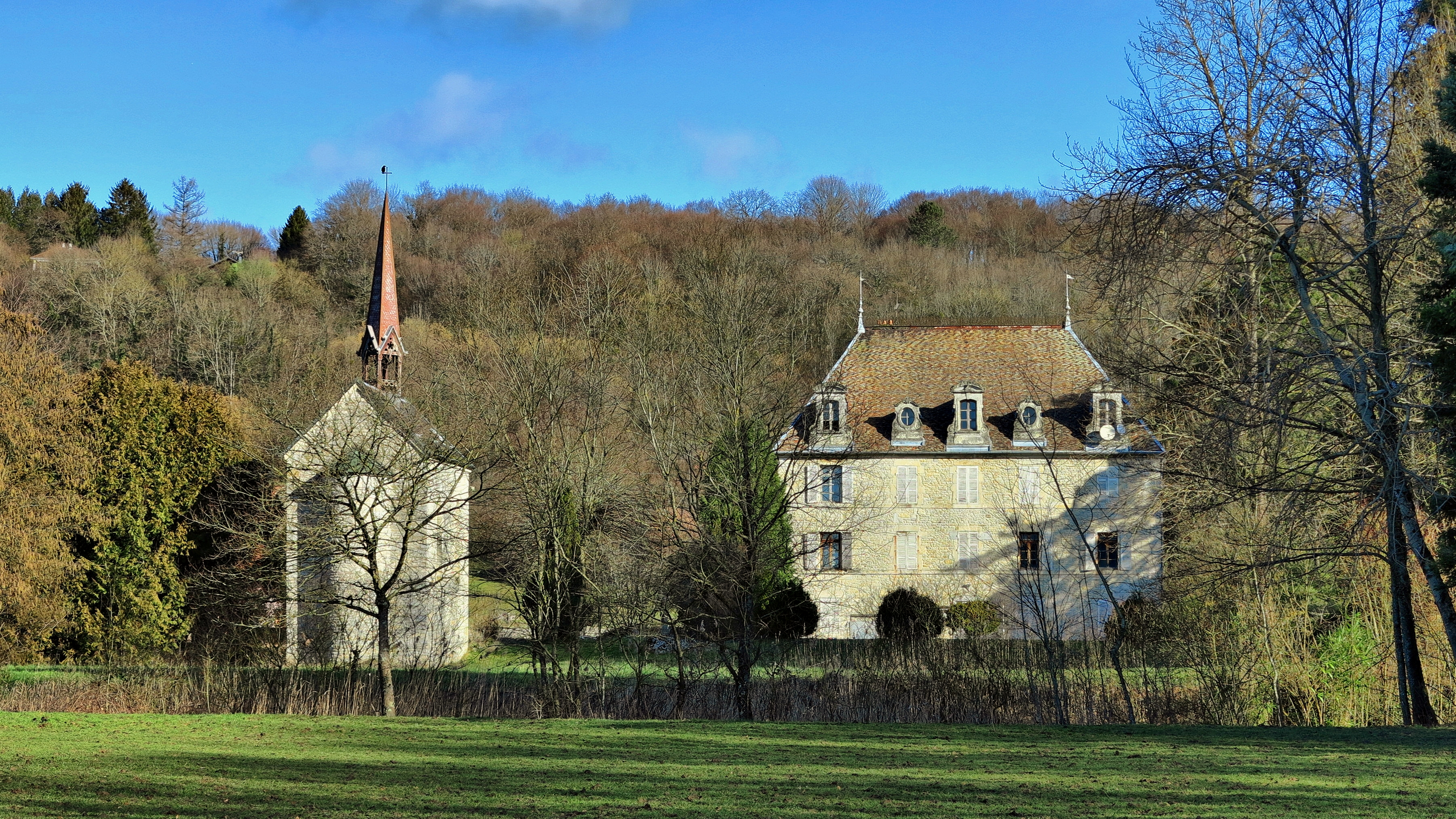
Château de Roche

Die Dorfkirche von Roche-lez-Beaupré wurde 1717 an der Stelle eines früheren Gotteshauses errichtet und später mehrfach restauriert (letztmals 1971). Westlich des Dorfes steht das Château de Beaupré, das ursprünglich aus dem 13. Jahrhundert stammt, 1477 von Truppen des Königs Ludwig XI. zerstört und im 16. Jahrhundert wieder aufgebaut wurde.

## Bevölkerung
| Jahr                       | 1962 | 1968 | 1975 | 1982 | 1990 | 1999 | 2008 | 2018 |
| Einwohner                  | 1091 | 1170 | 1372 | 1586 | 1663 | 2062 | 2070 | 2140 |
| Quellen: Cassini und INSEE |      |      |      |      |      |      |      |      |

Mit 2185 Einwohnern (Stand 1. Januar 2022) gehört Roche-lez-Beaupré zu den mittelgroßen Gemeinden des Départements Doubs. Im Verlauf des 20. Jahrhunderts erfuhr das Dorf dank seiner Nähe zu Besançon ein kontinuierliches Bevölkerungswachstum. Seit Beginn der 1960er Jahre hat sich die Einwohnerzahl verdoppelt. Das Siedlungsgebiet von Roche-lez-Beaupré ist inzwischen mit demjenigen von Novillars zusammengewachsen.

## Wirtschaft und Infrastruktur
Roche-lez-Beaupré war bis ins 20. Jahrhundert hinein ein vorwiegend durch die Landwirtschaft (Ackerbau, Obstbau und Viehzucht) und die Forstwirtschaft geprägtes Dorf. Seit den 1950er Jahren hat sich am westlichen Rand des Dorfes und entlang der Nationalstraße eine Gewerbe- und Industriezone entwickelt. Heute sind in Roche-lez-Beaupré zahlreiche Betriebe der Branchen Raffinerie, Metallverarbeitung, chemische Industrie (Herstellung von Stickstoffdünger) und Feinmechanik ansässig. Daneben gibt es mehrere Handels- und Logistikfirmen sowie verschiedene Betriebe des Einzelhandels. Mittlerweile hat sich das Dorf auch zu einer Wohngemeinde gewandelt. Viele Erwerbstätige sind deshalb Wegpendler, die in der Agglomeration Besançon ihrer Arbeit nachgehen.

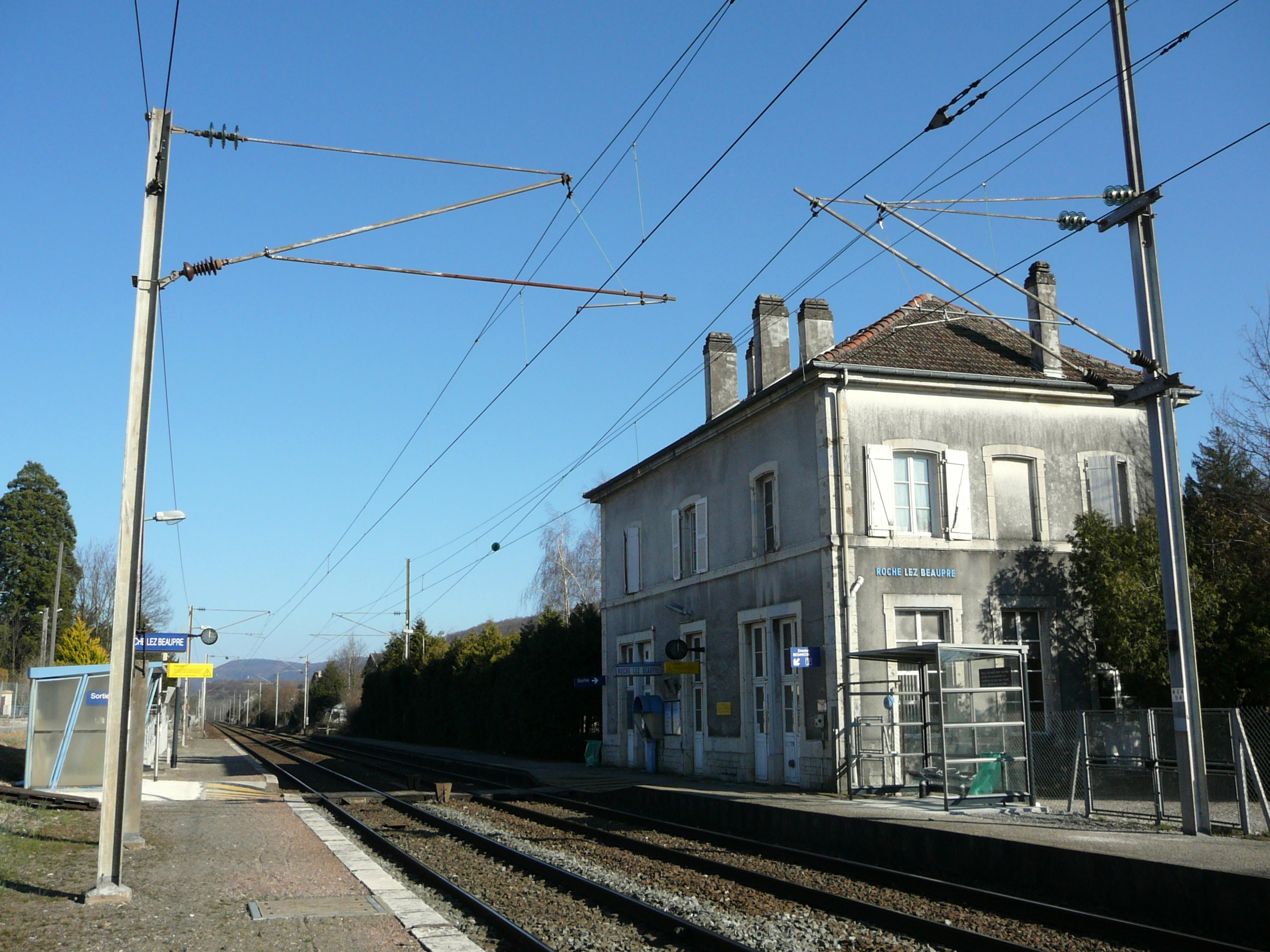
Bahnstation Roche-lez-Beaupré

Die Ortschaft ist verkehrstechnisch gut erschlossen. Sie liegt an der Hauptstraße N83, die von Besançon nach Montbéliard führt. Der nächste Anschluss an die Autobahn A36 befindet sich in einer Entfernung von ungefähr zehn Kilometern. Eine weitere Straßenverbindung besteht mit Thise. Roche-lez-Beaupré besitzt einen Bahnhof an der Eisenbahnstrecke Dole–Besançon–Belfort.

## Persönlichkeiten
- Juliette Labous (* 1998), Radrennfahrerin